# عوف (اسم)
عوف هو اسم علم مذكر من أصل عربي، ومعناه هو الأسد الذئب الكاد، العمل، الرزق، الحصة، النصيب، الديك، الطائر، وعبد الرحمن بن عوف (ت 32هـ) ثامن من أسلم، وأحد العشرة المبشرة.

## شخصيات تحمل الاسم
- عوف بن الأحوص
- عوف بن الحارث
- عوف بن الحارث الأزدي
- عوف بن مالك
- عوف بن محلم الخزاعي (753 – )
- عوف عبد الرحمن يوسف (24 نوفمبر 1960 – )

## وصلات خارجية
- موسوعة السلطان قابوس لأسماء العرب نسخة محفوظة 5 أبريل 2019 على موقع واي باك مشين.